# Rejon Askeran
Rejon Askeran – jednostka podziału administracyjnego Republiki Górskiego Karabachu od 1991, a w latach 1923–1991 – Nagorno-Karabachskiego Obwodu Autonomicznego. W granicach rejonu leży miasto Stepanakert, które od 1978 stanowi odrębną jednostkę administracyjną. Wcześniej rejon nosił nazwę "rejon Stepanakert".
Rejon Askeran RGK poza obszarem rejonu Askeran dawnego NKOA obejmował również część rejonu Ağdam Azerbejdżanu.